# Biciliata
Os biciliados (Biciliata) constituem um subreino do reino Protista, segundo sistemas taxonómicos recentes.

## Incertae sedis
- Heliozoa (restrito aos Centrohelea)
- Chromista
- Telonemea
- Apusozoa
- Rhodophyta
- Glaucophyta

Cavalier-Smith dá o estatuto de reino ao grupo taxonómico dos Chromista e coloca as Rhodophyta e Glaucophyta no Reino Plantae.